# 정예진 (1994년)
정예진(1994년 11월 2일 ~ )은 대한민국의 배우이다.
이전에는 정우림이라는 이름으로 활동하였으나, 2018년 지킴 엔터테인먼트와 계약하면서 본명인 정예진으로 활동 중이다.

## 학력
- 동덕여대 방송연예과

## 출연작

### 영화
| 연도 | 제목          | 역할           | 비고     |
| ---- | ------------- | -------------- | -------- |
| 2015 | 더 로열리스트 | Shilla         | 단편영화 |
| 2015 | 웹            | 정은           | 인디영화 |
| 2016 | 슈팅걸스      | 선희           |          |
| 2017 | 브이아이피    | 소녀           |          |
| 2018 | 마녀          | 제주소녀       |          |
| 2019 | 삼촌          | 잎새 / 잎새 모 |          |
| 2019 | 너의 여자친구 | 혜경           |          |
| 2023 | 소년들        | 황해미         |          |
| 2024 | 하이재킹      | 이수희         |          |
| 2025 | 로비          | 여동생         |          |

### 드라마
- 《스웨덴 세탁소》 (2014년, MBC 드라마넷) - 민호여친 역
- 《평일 오후 세시의 연인》 (2019년, 채널A) - 선우제니 역

## 수상
- 2017년 시상식 The Best Actress 상